# Suicide Silence
Suicide Silence je američki deathcore sastav iz Riversida, osnovan 2002.

## Povijest sastava
Sastav su 2002. osnvali Mitch Lucker i Chris Garza, a uz njih prvu postavu činili su i gitarist Josh Goddard, basist Mike Bodkins, bubnjar Alex Lopez te pjevač Tanner Womack. Ubrzo nakon prvog nastupa, Womack je izbačen iz sastava. Do 2005. su snimili tri demosnimke, te su objavili svoj prvi EP Suicide Silence EP. Potpisuju za izdavačku kuću Century Media, te dvije godine kasnije objavljuju svoj debitantski studijski album The Cleansing, kojeg je producirao Krissan Duwason. Album se nalazio na 94. mjestu Billboard 200 top ljestvice, sa 7.250 prodanih primjeraka u prvom tjednu.
U ljeto iduće godine nastupili su na Mayhem Festivalu, te su krenuli na europsku turneju sa sastavima Parkway Drive i Bury Your Dead, koju su nastavili i u SAD-u. Iste godine objavljuju EP Green Monster s obradom pjesme "Engine No. 9" s debitantskog studijskog albuma Adrenaline sastava Deftones.
Snimanje drugog studijskog albuma, s producentom Machinom započeli su u veljači 2009., te su četiri nove pjesme "No Time to Bleed", "Your Creations", "Lifted" i "Wake Up" svirali na turnejama "Cleansing the Nation" i "Music As A Weapon". Iste godine primili su dvije nagrad Golden God časopisa Revolver, za najinovativniji sastav, te za najbolje nove talente. Nastupali su i na turneji "Pedal to the Metal", zajedno sa sastavima Mudvayne, Static-X, Bury Your Dead, Dope i Black Label.
Svoj drugi studijski album No Time to Bleed objavljuju 30. lipnja 2009., te se nalazio na 32. mjestu Billboard 200 top ljestvice. Pjesma "Genocide" našla se na soundtracku za film Saw VI. Svoj zasada posljednji studijski album The Black Crown objavili su u srpnju 2011.
Dana 1. studenog 2012., pjevač Mitch Lucker je preminuo u prometnoj nesreći od ozljeda zadobivenih u padu s motocikla. U prosincu iste godine, sastav je održao humanitarni koncert radi prikupljanja novca za buduće školovanje Mitchove kćerke Kenadee. Od tada, bili su neaktivni do listopada 2013., kada je objavljeno da je novi pjevač postao Hernan "Eddie" Hermida, koji je napustio sastav All Shall Perish.
Prvi album s novim pjevačem, nazvan You Can't Stop Me objavljuju u srpnju 2014., te na njemu gostuju George "Corpsegrinder" Fisher iz Cannibal Corpsea i Greg Pusciato iz The Dillinger Escape Plana.

## Stil i utjecaji
Suicide Silence sviraju deathcore, ekstremni metal stil koji je mješavina metalcorea i death metala. Također, primjetni su i utjecaji black metala, grindcorea i mathcorea.

## Članovi sastava
Trenutačna postava
- Christopher Garza – gitara (2002.-)
- Mark Heylmun – gitara (2006.-)
- Alex Lopez – bubnjevi (2006.-)
- Daniel Kenny – bas-gitara (2008.-)
- Hernan "Eddie" Hermida - vokal (2013.-)

Bivši članovi
- Mitch Lucker – vokal (preminuo) (2002. – 2012.)
- Tanner Womack – vokal (2002.)
- Josh Goddard – bubnjevi (2002. – 2006.)
- Mike Bodkins – bas-gitara, prateći vokal (2002. – 2008.)
- Rick Ash - gitara (2002. – 2006.)

## Diskografija
Studijski albumi
- The Cleansing (2007.)
- No Time to Bleed (2009.)
- The Black Crown (2011.)
- You Can't Stop Me (2014.)
- Suicide Silence (2017.)
- Become the Hunter (2020.)

EP-ovi
- Suicide Silence EP (2005.)
- Sacred Words EP (2015.)

Demo snimke
- 2003 Demo (2003.)
- 2004 Demo (Family Guy Demo) (2004.)
- 2006 Pre-Prod Demo (2005.)

## Videografija
| Godina | Pjesma                     | Redatelj                     |
| ------ | -------------------------- | ---------------------------- |
| 2007.  | "No Pity for a Coward"     |                              |
| 2008.  | "The Price of Beauty"      | Matt Bass                    |
| 2008.  | "Bludgeoned to Death"      | David Brodsky                |
| 2009.  | "Unanswered"               | Century Media                |
| 2009.  | "Wake Up"                  | David Brodsky                |
| 2009.  | "Genocide"                 | Bloody Disgusting            |
| 2010.  | "Disengage"                | Thomas Mignone               |
| 2011.  | "You Only Live Once"       | Nathan Cox                   |
| 2012.  | "Slaves to Substance"      | Nathan Cox                   |
| 2012.  | "Fuck Everything"          | Jeremy Schott                |
| 2014.  | "You Can't Stop Me"        | Nathan Cox                   |
| 2014.  | "Inherit the Crown"        |                              |
| 2015.  | "Sacred Words" (live)      |                              |
| 2017.  | "Doris"                    |                              |
| 2017.  | "Dying in a Red Room"      | Vice Cooler & Zafer Ülkücü   |
| 2019.  | "Part 1: Meltdown"         | Scott Hansen                 |
| 2019.  | "Part 2: Love Me To Death" | Scott Hansen                 |
| 2019.  | "Part 3: Feel Alive"       | Scott Hansen                 |
| 2020.  | "Two Steps"                | Kevin Martin & Chris Nuietto |

## Vanjske poveznice
- Službena stranica